# Onthophagus sericans
Onthophagus sericans är en skalbaggsart som beskrevs av Frey 1975. Onthophagus sericans ingår i släktet Onthophagus och familjen bladhorningar. Inga underarter finns listade i Catalogue of Life.